# HAKUHODO DESIGN
株式会社HAKUHODO DESIGN（株式会社博報堂デザイン、はくほうどうでざいん）は、デザインによるブランディングの専門会社で、株式会社博報堂の唯一のデザイン系子会社である。企業・商品ブランドの戦略立案から、スタイル規定、シンボルデザイン、パッケージ・空間デザイン、コミュニケーション展開まで一連のブランドソリューションを提供している。代表取締役社長はサントリー『伊右衛門』の広告などで知られるアートディレクターの永井一史である。博報堂に入社した多数のデザイナーが在籍している。

## 沿革
- 2003年5月 博報堂のアートディレクター永井一史によって設立。

## 在籍者
- 永井一史（代表取締役社長、アートディレクター、クリエイティブディレクター）
- 小栗卓巳（アートディレクター）